# Abraham Gacitúa Brieba
Abraham Gazitúa Brieba (Santiago, 14 de marzo de 1862-Valparaíso, 8 de febrero de 1932) fue un comerciante, agricultor y abogado chileno. Hijo de José Miguel Gazitúa Verdugo y Aurora Brieba. 
Estudió en la Escuela Libre de Derecho y Economía Política de París. Juró como abogado el 14 de mayo de 1886. Integrante de la Corte de Apelaciones de Valparaíso. 
Militante del Partido Liberal Democrático. Elegido Diputado representante de Ancud, Quinchao y Castro (1894-1897, 1897-1900 y 1900-1903), integró la comisión de Guerra y Marina, además de la comisión de Industria.
Ocupó el Ministerio de Industria y Obras Públicas (1900) y fue miembro de la Embajada Especial de Chile, representante en los Pactos de Mayo (1902) con Argentina.
Senador por la provincia de Coquimbo (1915-1921).